# Super Mario War
Super Mario War è un videogioco sviluppato per Windows e Mac da Florian Hufsky insieme ad altre persone. Lo scopo principale del gioco è di schiacciare gli avversari per vincere. Nel gioco vi sono svariate modalità, come Tour, dove vengono scelti determinati livelli e modalità, o World, dove il meccanismo è simile a quello di Super Mario Bros. 3, con determinati livelli e modalità scelte.

## Modalità
Tutte le modalità comprendono fino a quattro giocatori.
1. Single Game: La classica modalità di gioco senza limiti. Vi è la possibilità di creare livelli.
2. Tournament: Come Single Game; si può scegliere il numero di vittorie da 2 a 10.
3. Tour: Come Tournament; l'unica differenza è che i livelli, le modalità di gioco e il numero di vittorie è già preimpostato.
4. World: I giocatori si troveranno in un mondo con grafica e meccanismo simili a quelli di Super Mario Bros. 3, le modalità e i livelli sono preimpostati. Vi è la possibilità di creare mondi.
5. Minigame: Modalità segreta accessibile usando una determinata sequenza di comandi. Si può partecipare a minigiochi.

## Tipi di gioco
1. Classic: Il classico tipo di gioco. Lo scopo è far perdere tutte le vite agli avversari e vincere.
2. Frag Limit: Come Classic; si deve schiacciare un determinato numero di avversari.
3. Time Limit: Come Frag Limit; bisogna schiacciare più avversari in meno di un certo tempo.
4. Jail: Come Frag Limit; gli avversari schiacciati saranno rinchiusi in una gabbia del colore del giocatore che li ha schiacciati. Inoltre, gli avversari si muoveranno con lentezza.
5. Coin Collection: Varie monete vengono sparse per lo scenario e i giocatori devono raccogliere un determinato numero di monete per vincere.
6. Stomp: Come Frag Limit; nello scenario appariranno vari nemici come Goomba, Koopa e i giocatori devono schiacciare un determinato numero di nemici per vincere la partita.
7. Yoshi's Eggs: Un uovo apparirà nello scenario assieme ad uno Yoshi. I giocatori devono portare l'uovo a Yoshi un determinato numero di volte per vincere. Vi possono essere uova che esplodono dopo cinque secondi e più Yoshi.
8. Capture The Flag: Come Yoshi's Eggs; vi sono due o più bandiere nello scenario e i giocatori devono rubare una bandiera che non è del loro colore e portarla alla loro base. Vince chi ruba un determinato numero di bandiere.
9. Chicken: Come Classic; il giocatore che schiaccia un avversario diventerà una gallina. Inizierà ad accumulare punti fino ad un certo numero. Vince chi arriva per primo al punteggio preimpostato.
10. Tag: Come Chicken; tutti i giocatori avranno un punteggio uguale e il gioco sceglierà a caso la vittima. La vittima comincerà a perdere punti fino a zero. Quando il punteggio totale della vittima scenderà a zero, non potrà più giocare e il giocatore con più punti di tutti sarà la nuova vittima. La vittima può schiacciare un giocatore per non perdere più punti. Vince chi rimane con almeno un punto in gara.
11. Star: Apparirà una stella nera oppure dorata in base alle opzioni. Un giocatore sarà dipinto di nero oppure placcato di oro, poiché la stella appartiene a quel giocatore. Dopo una certa frazione di tempo, se la stella è nera il giocatore che ha quella stella perde una vita, se è dorata tutti i giocatori tranne quello che ha la stella perdono una vita. Vince chi rimane in gara per ultimo.
12. Domination: Vari blocchi vuoti appariranno nello scenario. Se un giocatore tocca un blocco, esso si riempirà del colore del giocatore ed egli accumulerà punti. Più blocchi vengono toccati dallo stesso giocatore, più punti accumulerà egli. Vince chi arriva per primo al punteggio preimpostato. I giocatori possono rubare i blocchi di altri e accumulare punti.
13. King Of The Hill: Come Domination; una grande plancia apparirà nello scenario e se toccata da un giocatore si colorerà del colore del giocatore stesso ed egli inizierà a ricevere punti. Se la plancia è toccata da più giocatori che non sono dello stesso colore del primo giocatore che l'ha toccato, allora il giocatore non riceverà più punti finché non se ne vanno gli avversari. Se toccata da più giocatori dello stesso colore, i punti si moltiplicano.
14. Race: Come Domination; vi saranno dei blocchi grigi volanti con sopra un numero. I giocatori devono toccare in ordine tutti i blocchi per ottenere un punto. Vince chi arriva per primo al punteggio preimpostato.
15. Owned: Come Jail; se un giocatore schiaccia un altro, esso apparterrà a quel giocatore ed esso inizierà ad accumulare punti. Vince chi arriva per primo al punteggio preimpostato.
16. Frenzy: Come Frag Limit; varie carte con degli oggetti appariranno nello scenario e giocatori otterranno quell'oggetto. Con quell'oggetto i giocatori possono lanciare martelli, palle di fuoco o chiamare un'orda di Pallottoli Bill. Non è strettamente necessario usare gli oggetti; basti che si possano ottenere punti. Vince chi arriva per primo al punteggio preimpostato.
17. Survival: nello scenario cadranno dei Twomp e i giocatori devono evitarli. Vince chi rimane in gara per ultimo.
18. Greed: Come Coin Collection; i giocatori avranno un numero uguale di monete. Se un giocatore schiaccia l'altro, egli perderà delle monete che i giocatori possono prendere. Se un giocatore non ha più monete non potrà più giocare. Vince chi rimane in gara per ultimo.
19. Health: Come Classic; i giocatori avranno un numero di vite e di cuori. Se tutti i cuori di un giocatore vengono eliminati, egli perderà una vita. Vince chi rimane in gara per ultimo.
20. Card Collection: Delle carte vengono sparse per lo scenario. I giocatori che prendono tre carte uguali vincono un punto. Vince chi prende per primo il numero predefinito di punti.
21. Phanto: Una chiave apparirà nello scenario. Chi prende la chiave accumulerà punti e nel frattempo deve schivare i Phanto che rivogliono indietro la chiave. Vince chi arriva per primo al punteggio predefinito.
22. Shyguy Tag: Come Tag; l'unica differenza è che la vittima sarà un Tipo Timido. La vittima non accumulerà punti né li perde, ma gli altri giocatori accumuleranno punti. Se la vittima tocca un giocatore anch'egli sarà la vittima. Se tutti i giocatori sono stati toccati dalla vittima, partirà un conto alla rovescia di cinque secondi. Dopo il conto alla rovescia tutti i giocatori ritornano normali.